# 紹明
紹明（Thiệu Minh、1138年十月—1140年二月）是大越国越南李朝英宗李天祚的第一个年号，共计3年。

## 改元
- 天彰寶嗣六年（1138年）十月初一日，改元紹明
- 紹明三年（1140年）二月，改元大定

## 纪年
| 紹明 | 元年    | 2年     | 3年      |
| ---- | ------- | ------- | -------- |
| 公历 | 1138年  | 1139年  | 1140年   |
| 干支 | 戊午    | 己未    | 庚申     |
| 南宋 | 紹興8年 | 紹興9年 | 紹興10年 |